# Gran Premio de Alemania del Este de Motociclismo de 1968
El Gran Premio de Alemania del Este de Motociclismo de 1968 fue la sexta prueba de la temporada 1968 del Campeonato Mundial de Motociclismo. El Gran Premio se disputó el 14 de julio de 1968 en el Circuito de Sachsenring.

## Resultados 500cc
En la categoría reina, Giacomo Agostini ganó la carrera y se aseguró el título mundial. Como solo contaban los seis primeros clasificados, había alcanzado el puntaje máximo de 48. Alberto Pagani se convirtió en segundo con la LinTo y Jack Findlay, tercero.
| Pos.    | Piloto            | Equipo            | Tiempo       | Pts. |
| ------- | ----------------- | ----------------- | ------------ | ---- |
| 1       | Giacomo Agostini  | MV Agusta         | 1h 00' 39" 4 | 8    |
| 2       | Alberto Pagani    | LinTo             | +1 Vuelta    | 6    |
| 3       | Jack Findlay      | Matchless         | +1 Vuelta    | 4    |
| 4       | John Cooper       | Seeley            | +1 Vuelta    | 3    |
| 5       | Billie Nelson     | Paton             | +1 Vuelta    | 2    |
| 6       | Godfrey Nash      | Norton            | +1 Vuelta    | 1    |
| 7       | Peter Williams    | Matchless         |              |      |
| 8       | Keith Turner      | Matchless         |              |      |
| 9       | John Hartle       | Metisse-Matchless |              |      |
| 10      | Dan Shorey        | Norton            |              |      |
| 11      | Gyula Marsovszky  | Matchless         |              |      |
| 12      | Errol Cowan       | Matchless         |              |      |
| 13      | Pentti Lehtelä    | Matchless         |              |      |
| 14      | Bosse Granath     | Matchless         |              |      |
| 15      | György Kurucz     | Matchless         |              |      |
| Ret     | Rodney Gould      | Norton            | Ret          |      |
| Ret     | Ron Chandler      | Seeley            | Ret          |      |
| Ret     | Oliver Howe       | Norton            | Ret          |      |
| Ret     | Kelvin Carruthers | Norton            | Ret          |      |
| Ret     | John Burgess      | Norton            | Ret          |      |
| Ret     | Jack Saunders     | Matchless         | Ret          |      |
| Ret     | Derek Woodman     | Seeley            | Ret          |      |
| Ret     | Karl Hoppe        | Matchless         | Ret          |      |
| Ret     | Giovanni Perrone  | Matchless         | Ret          |      |
| Ret     | John Dodds        | Norton            | Ret          |      |
| Ret     | Rex Butcher       | Seeley            | Ret          |      |
| Ret     | Maurice Hawthorne | Norton            | Ret          |      |
| Ret     | Marty Lunde       | Norton            | Ret          |      |
| Fuente: |                   |                   |              |      |

## Resultados 350cc
Giacomo Agostini también ganó el título de 350cc con su victoria en esta carrera pero en ese momento se pensaba que en octubre se disputaría el Gran Premio de Japón. Por lo tanto, quedaban cuatro carreras y el título aún parecía incierto. Heinz Rosner quedó en segundo lugar y Kel Carruthers, tercero.
| Pos. | Piloto            | Moto              | Tiempo     | Pts. |
| ---- | ----------------- | ----------------- | ---------- | ---- |
| 1    | Giacomo Agostini  | MV Agusta         | 56' 07" 9  | 8    |
| 2    | Heinz Rosner      | MZ                | +3' 47" 5  | 6    |
| 3    | Kelvin Carruthers | Metisse-Aermacchi | +1 Vuelta  | 4    |
| 4    | Ginger Molloy     | Bultaco           | +1 Vuelta  | 3    |
| 5    | Derek Woodman     | Metisse-Aermacchi | +1 Vuelta  | 2    |
| 6    | Billie Nelson     | Norton            | +1 Vuelta  | 1    |
| 7    | Karl Hoppe        | Matchless         | +1 Vuelta  |      |
| 8    | Jiri Hlavac       | Jawa              | +1 Vuelta  |      |
| 9    | Rudolf Thalhammer | Aermacchi         | +1 Vuelta  |      |
| 10   | Dan Shorey        | Norton            | +1 Vuelta  |      |
| 11   | Lewis Young       | Kirby Aermacchi   | +2 Vueltas |      |
| 12   | Bohumil Stasa     | CZ                | +2 Vueltas |      |
| 13   | Bosse Granath     | Husqvarna         | +2 Vueltas |      |
| 14   | Maurice Hawthorne | Norton            | +2 Vueltas |      |
| 15   | György Kurucz     | Aermacchi         | +2 Vueltas |      |
| 16   | John Burgess      | Norton            | +2 Vueltas |      |
| Ret  | Peter Williams    | Arter AJS         | Ret        |      |

## Resultados 250cc
En el cuarto de litro, Bill Ivy ganó la carrera con Phil Read en segundo lugar. Heinz Rosner no llegó más allá del tercero en su carrera en casa. Estas posiciones llegaron según lo determinado por las órdenes estables de Yamaha, pero con solo una diferencia de una décima de segundo por lo que es cuestionable si Read realmente quería cumplir con su tarea.
| Pos. | Piloto            | Moto      | Tiempo     | Pts. |
| ---- | ----------------- | --------- | ---------- | ---- |
| 1    | Bill Ivy          | Yamaha    | 46' 44"    | 8    |
| 2    | Phil Read         | Yamaha    | +0" 1      | 6    |
| 3    | Heinz Rosner      | MZ        | +2' 09"    | 4    |
| 4    | Rodney Gould      | Yamaha    | +3' 02" 2  | 3    |
| 5    | Ginger Molloy     | Bultaco   | +1 Vuelta  | 2    |
| 6    | Jack Findlay      | Bultaco   | +1 Vuelta  | 1    |
| 7    | László Szabó      | MZ-CZ     | + 1 Vuelta |      |
| 8    | Gyula Marsovszky  | Bultaco   |            |      |
| 9    | Rudolf Thalhammer | Aermacchi |            |      |
| 10   | František Šťastný | Jawa      |            |      |
| 11   | Dieter Krause     | MZ        |            |      |
| 12   | Jûrgen Megel      | MZ        |            |      |

## Resultados 125cc
En el octavo de litro, se cumplieron las directrices de Yamaha de que sus dos pilotos consiguieran un título mundial cada uno y Bill Ivy permitió que Phil Read consiguiera la victoria. Günter Bartusch acabó en tercer lugar y fue la alegría de la parroquia local ante la retirada de Heinz Rosner.
| Pos. | Piloto           | Moto   | Tiempo     | Pts. |
| ---- | ---------------- | ------ | ---------- | ---- |
| 1    | Phil Read        | Yamaha | 39' 35" 6  | 8    |
| 2    | Bill Ivy         | Yamaha |            | 6    |
| 3    | Günter Bartusch  | MZ     |            | 4    |
| 4    | László Szabó     | MZ     |            | 3    |
| 5    | Hartmut Bischoff | MZ     | + 1 Vuelta | 2    |
| 6    | Thomas Heuschkel | MZ     |            | 1    |
| 7    | Eberhard Mahler  | MZ     |            |      |
| 8    | Jurgen Lenk      | MZ     |            |      |
| 9    | Ingo Köppe       | MZ     |            |      |
| 10   | Jan Huberts      | MZ     |            |      |
| Ret  | Lothar John      | MZ     |            |      |
| Ret  | Heinz Rosner     | MZ     | Ret        |      |